# クロンファートのブレンダン
クロンファートのブレンダンまたは聖ブレンダン（英語：Saint Brendan of Clonfert または Bréanainn of Clonfert, 484年頃 - 578年頃）は、初期ケルト系キリスト教の聖人であり、聖公会・カトリック教会・正教会で崇敬されている。ローマ・カトリックでの祝日は5月16日。正教会では1月15日。航海者ブレンダン、旅行者ブレンダンとも呼ばれる。船乗り、旅行者の守護聖人。主として半ば伝説と化した楽園探索「聖ブレンダンの航海」（Immram）で名高い。ドイツ語では聖ブランダン（St. Brandan）。

## 旅に出るまで
484年、ブレンダンは現在のアイルランド南西部ケリー県トラリー近郊に生まれた。彼は聖エルクによって洗礼を受けた。5年間、聖アイタの元で学び、その後聖エルクの元でさらに勉学を仕上げ、512年に聖職者となった。512年から530年にかけて、ブレンダンはアードファートやブレンダン山の麓に瞑想を行うための隠居所を建てた。ここから、彼は7年かけた有名な楽園探索の航海に出かけたのである。8世紀の記録によれば、彼に同行して約束の地への旅に出たのは、60名あまりであったという。

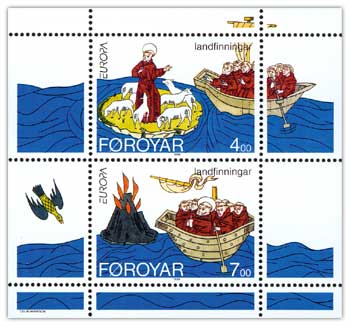
フェロー諸島とアイスランドを発見する聖ブレンダン
フェロー諸島郵政発行の切手シート。1994年4月18日発行。コリン・ハリソンの絵

## 伝説の旅
聖ブレンダンは、9世紀の『航海者聖ブレンダンの旅行』に記述された、祝福された土地（ティル・ナ・ノグと呼ばれた）への伝説の旅で名高い。様々な版があり、60名の巡礼を引き連れての大西洋への旅（そのうちの一人はフランスにサン・マロ市を建設した聖マロ）や、その他14もの変形版があり、アメリカ大陸を発見したという伝説まである。もしこれが事実起こっていたならば、512年から530年にかけて、彼がグレートブリテン島を訪れる前に成し遂げたということになる。この旅の中、彼は『聖ブレンダンの島』が植物で覆われるよう計らったという。ブレンダンは『海の怪物』（en:sea monster）に出くわしたといい、これは同時代の聖コルンバと似ている。たいてい最も描かれる冒険は、ジャスコニウスという海の怪物を撃退した後に上陸した島々である。これもアイルランド伝承だけでなく『シンドバッド』や『ピノキオ』といった類例がある。

### 初期オランダ版
最も早い時期にオランダ語で書かれたブレンダン伝説Des Reis van Sint Brandaen （オランダ語で聖ブレンダンの旅行）は、12世紀のものである。研究者たちは、現在失われた中世の高地ドイツ語文書がアイルランドから来たケルト的要素と結びつき、キリスト教要素と妖精話が結びついたとしている。Des Reis van Sint Brandaenには、ギャロウェーから来た聖職者ブレンダン（Brandaen）は、9年かけて世界をまわる旅行をしたとある。天地創造の奇跡を記した本を真実と信じなかった上に、その本を火中に投げた罰として、天使によって課せられた旅が始まった。天使は彼に、お前は真実を破壊したのだと言った。旅の中で、ブレンダンは世界の不思議と恐ろしさに遭遇した。体の半分を凍りづけされ、半分を火で焼かれるユダ、豚の頭、犬の脚と狼の牙を持ち弓矢を運ぶ人々、口の中に自分の尾をくわえて船を取り囲む巨大魚などに出会う。英語詩『聖ブレンダンの生涯』は、のちにオランダ語版から発生した物である。

### 背景

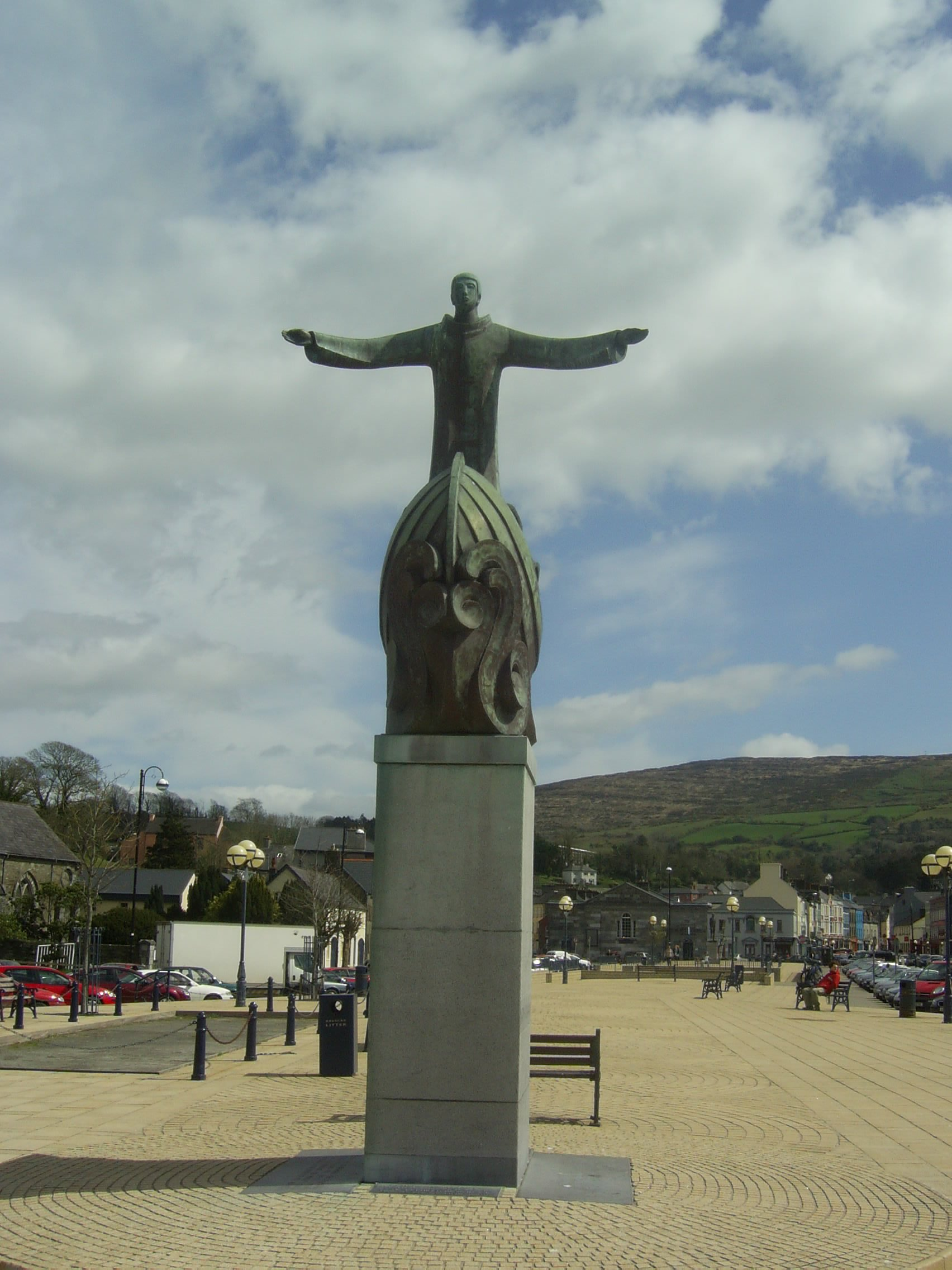
コーク県バントリーの広場にある聖ブレンダン像

一般的に物語が宗教的寓話であることから推測されたのが、伝説が事実をふまえてのものか、創作された物か、ブレンダンが到達した祝福の地は実際のアメリカ大陸だったのか、という疑問であった。セント・ブレンダン協会は、彼が最初のアメリカ大陸発見者だとしている。アイルランド人冒険家ティム・セヴェリンはこれを事実と踏まえて、聖ブレンダンの航海になぞらえて革張りのボートでもしかして北アメリカに到達できるのではと考え、これを実行した。クリストファー・コロンブスも聖ブレンダンの航海を知っており、大西洋を横断すればアジアへ行くことは可能だと考えていた。一部は、聖ブレンダンは古代にアメリカを訪問した人物だとみなしている。
ジャンルとして、聖ブレンダンの航海は（ラテン語：Navigatio Sancti Brendani）アイルランドからの奇妙な、ボートを使った冒険話として文学形体として非常に人気がある。例えば、ブレンダンの話より早くに書かれていた『ブランの航海』には類似性が見られる。航海では、この物語の形式において、初期キリスト教の聖職者たちが人里離れた房に籠もって苦行したのと同じく、たった一人でボートで旅をするアイルランド聖職者という宗教上の禁欲的伝統とぴったり符合したのである。

### 効果
自然と、7年の航海物語が広まるに連れて、すぐに巡礼や神学生がアードファートを目指すようになった。数年の内に、多くの宗教的建築が整った。ブランドン・ヒル、アイルランド南西部ブラスケット諸島などである。彼らは聖ブレンダンへの精神的導きのためやってくる。

## さらなる旅
後に、彼はウェールズと聖なる島アイオナ島を訪れた。アイルランドへ帰国したブレンダンは、残りの人生を送ったアナダウンに司教座を創設した。彼はアイルランド教会によって列聖され、祝日は5月16日である。アードファートに司教座が創設されると、彼はトモンドからその座を受け継ぎ、コニー島に550年頃修道院を建設した。再びウェールズとアイオナへ向かい、グレートブリテン島で3年間の福音伝道をした後、アイルランドへ戻った。彼はさらに教会を建設した。

## 後世の関連エピソード
ドイツ中世のデア・ストリッカー『司祭アーミス』（Der Stricker : Der Pfaffe Amis ； 13世紀半ば頃）では、第2話「教会開きのお説教」において、「不倫をした女の捧げ物は受け取らない、逆に供物を受け取れば貞節な女と判明する」という「霊験あらたかなる聖遺物」として聖ブレンダンの頭蓋骨が示されている。
ドイツ中世の別の作品『ワルトブルクの歌合戦』には、ブレンダンは、「天使が与えた書物の内容を信じないで火中に投じてしま（った）」ことが語られている。リヒャルト・ワーグナーのオペラ「ローエングリン」の原拠となった中高ドイツ語による『ローエングリーン』（1280年代成立；ローエングリン (アーサー王伝説)参照）の冒頭部分から、ヴォルフラムに対してクリングゾールが応じた科白を以下に引用する。
あなた（ヴォルフラム）はウラニーアス（天使）の名を挙げたが、/
　彼によってブランダンは地獄と大地と/
　天空が覆うものすべてを知ったのだ。/
　その天使が書をもたらし、/
　賢者は片隅で読んだが、/
　心がひどく痛んだというわけだ。/　
　そこで天使と書物を、話がまったく嘘であると非難し、/
　怒って書物を火に投げ込むと、/
　天使が言った、「これは不信仰のなせる業である、/
　故にあなたは苦労してこの書を取り戻さねばならぬ。」

15世紀末の『リューベック殉教者伝説集』（Lübecker Passional）においては、「我等の人生が良い結末に導かれますように」（" Daß unser Leben zu einem Ende gebracht werde"）と加護を祈願されている。
1510年頃にはじめて出版されたドイツの民衆本『ティル・オイレンシュピーゲルの愉快ないたずら』では、主人公はポンメルンにおいて、説教師になりすまして聖ブレンダンの遺骨なるものをもって歩き、新しい教会を建てるためとして大勢の女性から多額の献金を巻き上げている。

## ブレンダンが訪れたといわれる場所
- en:Ardfert　アイルランド、ケリー県
- ブレンダン山　ケリー県
- ブレンダン・ヒル　キルケニー県
- フェロー諸島
- ブリストル　　イングランド、グロスターシャー
- アイオナ島 スコットランド
- Gallarus ケリー県
- en:Clonfert
- en:Killadysert
- en:Dysart　キルケニー県
- Killbrandon スコットランド　オーバン近郊
- Kilbrennan Sound
- Killiney
- Inchiquin　ゴールウェイ県
- Inishglora
- ヘブリディーズ諸島
- アイスランド
- ニューファンドランド島
- カナリア諸島

## 注
1. ↑  Tim Severin, The Brendan Voyage, Gill and Macmillan, 1978
2. ↑  藤代幸一 訳著『聖ブランダン航海譚―中世のベストセラーを読む』（法政大学出版局 1999年） (ISBN 4-588-27617-4)　71-73頁。- Des Strickers Pfaffe Amis, herausgegeben von K. Kamihara. Zweite, revidierte Auflage. Göppingen (Kümmerle) 1990 (Göppinger Arbeiten zur Germanistik Nr. 233), Z. 337-490 (S. 47-53).
3. ↑  藤代幸一 訳著『聖ブランダン航海譚―中世のベストセラーを読む』（法政大学出版局 1999年） (ISBN 4-588-27617-4)　75-77頁。
4. ↑  小栗友一訳「ローエングリーン（中世ドイツ叙事詩）」（Thomas Cramer編：“Lohengrin”の邦訳）.（1）1-30詩節（1-300行）：名古屋大学言語文化部『言語文化論集』XV, 1 (1993,11), pp. 57-77. の中の13詩節（121-130行）, pp. 66-67.
5. ↑   Hiltgart L. Keller: Reclams Lexikon der Heiligen und der biblischen Gestalten. Stuttgart: Reclam 1968, S. 79.
6. ↑  阿部謹也訳『ティル・オイレンシュピーゲルの愉快ないたずら』岩波文庫　1990年（ISBN 4-00-324551-2）31話、111-114頁。